# Garifuna

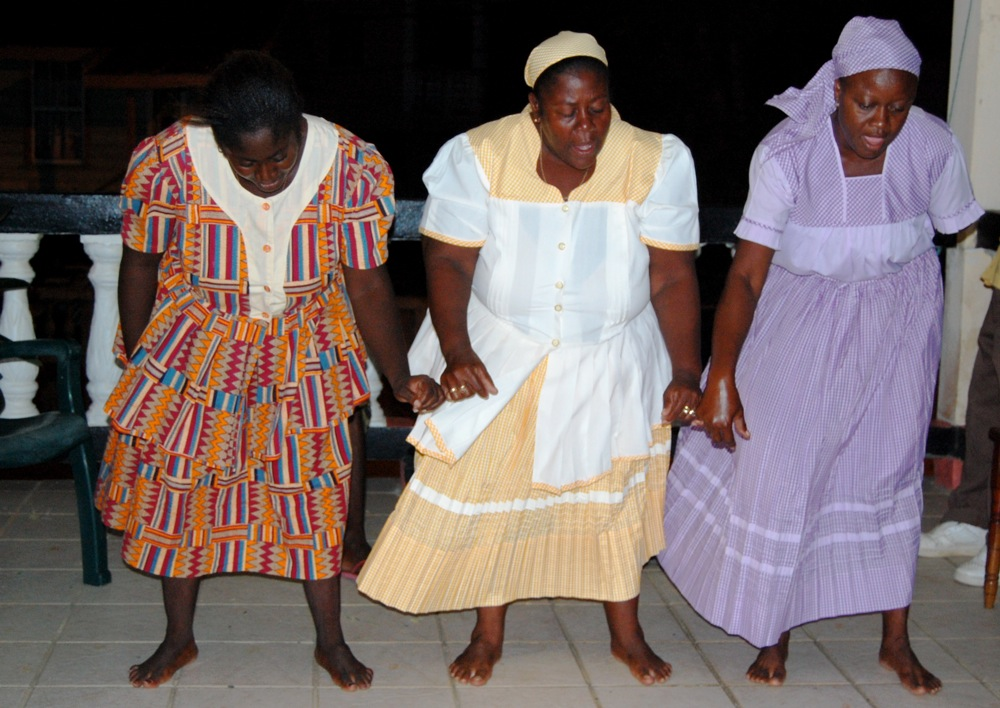
Traditionelle Tanzgruppe der Garifuna in Dangriga

Garifuna (Garifuna-Sprache „Yamsesser“, Plural Garinagu) sind eine Volksgruppe mit über 100.000 Angehörigen in Zentralamerika und den USA. Sie ging aus der Vereinigung ehemaliger Sklaven aus Westafrika und indigenen Kariben hervor, die ab dem 17. Jahrhundert auf der Karibikinsel St. Vincent (Youroumaÿn) stattfand.

## Herkunft und Geschichte
Der Zusammenschluss der beiden Bevölkerungsgruppen nahm im 17. oder 18. Jahrhundert seinen Anfang, als bei St. Vincent ein oder mehrere Sklavenschiffe Schiffbruch erlitten. Identität und Herkunft des Schiffes sowie das Datum des Schiffbruchs sind umstritten. Der Historiker Christopher Taylor führt folgende Theorien auf (in chronologischer Reihenfolge):
- 1635 strandeten nach englischen Unterlagen zwei spanische Schiffe mit „Negern“ an Bord auf der Insel (Quelle von 1667)
- ungefähr 1675 nach William Young (Quelle aus den  1790ern). Das Schiff sei von der Bucht von Benin nach Barbados unterwegs gewesen und habe an der Küste von Bequia (Grenadinen) Schiffbruch erlitten, die Gefangenen hätten dem kriegerischen Stamm der Moco angehört
- 1712 nach einem britischen Statthalter der Insel (Quelle von 1777)
- 1734 nach James Seton, dem britischen Statthalter der Insel (Quelle von 1789)
- nach einem Bericht von Thomas Weir an die britische Kommission für Handel und Plantagen[3] stammten die schwarzen Bewohner von St. Vincent aus zwei Schiffen aus Guinea, die nacheinander hier Schiffbruch erlitten hatten (Quelle von 1719)
- Das niederländische Schiff Palmyra (Quelle aus dem 18. Jahrhundert)
- 1748 erzählte der französische Gouverneur von Martinique dem Garifuna-Häuptling Tourouya oder Touriac, daß sein Volk von Sklaven aus einem holländischen Schiff abstammten, das in den Grenadinen gestrandet war. Tourouya erklärte, daß dies eine Lüge sei, das Schiff sei spanisch gewesen.
- nach dem französischen General Emmanuel-François, Marquis de Lambertye (1748–1819) lief ein Schiff mit Gefangenenen aus Guinea auf St. Vincent auf Grund, nachdem bei einem Sklavenaufstand alle weißen Besatzungsmitglieder über Bord geworfen worden waren.

Die Abstammung von Maroons von schiffbrüchigen Afrikanern ist jedoch ein beliebter Topos, der vielleicht verschleiern sollte, wie oft Sklaven von den Plantagen entkamen und die jeweilige Bevölkerung gleichzeitig vom Makel der Abstammung von Sklaven befreite.
Die Afrikaner konnten fliehen, wurden von den Inselkariben (Kalipona) aufgenommen und vermischten sich mit ihnen. Die Kariben waren zuvor selbst mit den von ihnen unterworfenen Arawak verschmolzen. Nach einem Bericht an die britische Regierung von 1676 lebten zu diesem Zeitpunkt ca. 3000 „Neger“ auf der Insel. Bereits vor der Ankunft des angeblichen Schiffes hatten auf St. Vincent versklavte Afrikaner gelebt. Nach Luisa de Navarrete (1580) unternahmen die Kariben jährliche Raubzüge in die spanischen Kolonien auf dem Festland und brachten afrikanische Sklaven auf die Inseln der Karibik. Sie selber war 1576 aus Puerto Rico entführt und nach Dominica gebracht worden. Auch von englischen Sklaven von Antigua and Montserrat wird berichtet. Nach Rochefort (1650er Jahre) hatten sich außerdem entkommene Sklaven den Kariben angeschlossen, sowohl aus den englischen wie auch den spanischen Kolonien. Auch entkommene Sklaven aus Barbados gelangten mit Kanus und Flößen nach St. Vincent. Sie landeten meist in der Bucht von Byabou auf der Windseite der Insel. Zahlreiche Verträge mit den Kariben erwähnen die Rückgabe entkommener Sklaven. Andere wurden nach dem Dominikaner Jean-Baptiste Labat von den Kariben weiterverkauft.
Die Schwarzen lebten vor allem auf der rauhen Windseite der Insel. Nach Vater Labat, der die Insel freilich nur kurz besuchte, herrschte zwischen den schwarzen und den roten Kariben Feindschaft, erstere raubten im Osten der Inseln Frauen und verschleppten sie.
Angaben zu den Bevölkerungszahlen von gelben und schwarzen Kariben schwanken stark.:
- 1670s schätzte der Statthalter von Barbados die Zahl der freien Schwarzen auf St. Vincent auf 600 Männer
- 1676 lebten 3000 schwarze Sklaven auf der Insel[12].
- in den 1720er Jahren wurde die Zahl der schwarzen Kariben auf 4000 geschätzt
- 1723 wurde John Braithwaite bei seiner Landung von 500 bewaffneten Schwarzen begrüßt[13], vermutlich erwachsene jüngere Männer.
- 1777 lebten nach dem Gouverneur von St. Vincent nur noch 40 „gelbe“ Kariben auf der Insel
- im späten 18. Jahrhundert gab es nur noch eine bis zwei Familien der „gelben“ Kariben

Die weitere Geschichte der schwarzen Kariben auf St. Vincent war von der französisch-englischen Konkurrenz im karibischen Raum und besonders von der Plantagenwirtschaft geprägt. Die Garifuna, denen es nicht zuletzt aufgrund der französisch-englischen Konkurrenz immer wieder gelang, ihre Unabhängigkeit zu bewahren, und die mit den französischen Siedlern weitgehend friedlich zusammenlebten, wurden nach der endgültigen britischen Inbesitznahme der Insel 1795 und der damit einhergehenden Ausbreitung der Sklavenwirtschaft (auf Zuckerrohrplantagen) von den Kolonialherren und neuen Kolonisten argwöhnisch betrachtet, da sie ein Beispiel freier Schwarzer vor Augen führten. Kriegerische Auseinandersetzungen zwischen Briten auf der einen Seite und Garifuna sowie Franzosen auf der anderen (Karibenkrieg) endeten 1796 mit der vollkommenen Niederlage von Garifuna und Franzosen. Die besiegten Garifuna wurden – zusammen mit einigen aufständischen Sklaven – zunächst auf die nahegelegene wasserlose Insel Baliceaux deportiert, wo mehr als 50 % der Gefangenen starben. Am 20. Februar 1797 wurden 2248 „schwarze Kariben“ (Black Caribs) von den Engländern von Baliceaux auf die Insel Roatán vor der honduranischen Küste deportiert. Von hier aus verbreiteten sich die Garifuna auf den Islas de la Bahía. In Honduras waren Rio Negro und Santa Fe die ersten Siedlungen auf dem Festland. Um 1832 wanderten viele Garifuna nach Belize aus.
Die Briten wollten das Gebiet der Kariben, ca. 11185 ha, so schnell wie möglich aufteilen, um zu verhindern, dass sich entlaufene Sklaven oder französische Agenten hier festsetzten. Die übrig gebliebenen Cariben wurden nach und nach gefangen genommen oder getötet, im April der Häuptling Augustine. Einige Plantagenbesitzer, die sich im Caribenland niederließen, wurden getötet. 1799 wurde das 4. West India Regiment gegen die Kariben eingesetzt. Cuffy Wilson ergab sich, er und andere wurden zusammen mit Frauen und Kinden in Fort Charlotte in Kingstown eingekerkert. 1801 wurde ein Teil der Gefangenen durch Admiral John Thomas Duckworth nach Trinidad deportiert. Am 15. Mai 1805 wurde allen Garifuna, die sich ergaben, eine Amnestie versprochen, 45 Menschen ergaben sich. Man versuchte, auch sie nach Trinidad abzuschieben, dies wurde jedoch abgelehnt, und sie erhielten 110 ha Land bei Morne Ronde. Am 10. Juni meldet Gouverneur George Beckwith nach London, dass der Karibenkrieg beendet sei.
Die Nachkommen der auf St. Vincent verbliebenen Garifuna leben heute vor allem in Sandy Bay, Fancy und Owia. Sie sind wirtschaftlich benachteiligt.

## Kultur

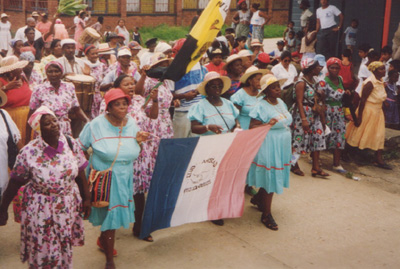
Garifuna bei einem Straßenfest am Jahrestag des heiligen Isidor in Livingston, Guatemala

Ihre Sprache Garifuna, auch Igñeri, gehört zur indigenen amerikanischen Arawak-Sprachfamilie und zeigt im Wortschatz indigene karibische, französische und englische sowie in neuerer Zeit regional auch spanische Einflüsse. Die vereinzelten afrikanischen Einflüsse im Igñeri entstammen am ehesten dem Yoruba in Südwestnigeria. Es gibt mindestens 50 Wörter, die sich unterscheiden, je nachdem, ob da ein Mann oder eine Frau spricht: Beim Mann heißt „nein“ inó, bei der Frau ud. Die Zahlwörter sind – mit Ausnahme von „eins“ und „zwei“ – französischen Ursprungs: seingu für „fünf“ (cinq), sisi für „sechs“ (six) oder dusu für „zwölf“ (douze). Aus dem Englischen stammen dänki (thank you) oder wata (water). Die Mehrheit der männlichen Wörter und grammatischen Besonderheiten stammt aus dem karibischen Galibi, die weiblichen Varianten sind meist aus dem Igneri übernommen.
Die religiös-kulturelle Überlieferung ist überwiegend (west)afrikanisch. Karibischer Herkunft sind neben der Sprache offenbar bestimmte Tanzformen wie der Kreistanz und zum Teil der Punta-Tanz, bestimmte Sagen sowie einzelne rituelle Praktiken, die man heute noch in ähnlicher Form bei bestimmten Amazonasstämmen findet. Andere religiöse Gebräuche und Überlieferungen sowie die Parranda-Musik zeigen enge Verwandtschaft mit alten westafrikanischen Kulten und Praktiken (der Yoruba, der Mandé oder der Aschanti). Hierzu gehört die Ahnenverehrung, die sich in einem drei bis vier Tage dauernden Ritual namens Dügü äußert, in welchem die Ahnengeister heraufbeschworen werden. Die ethnologischen Debatten zur Herkunft einzelner Überlieferungen sind gleichwohl noch im Fluss und unterliegen zum Teil dem schwankenden Interesse, eine eher alte afrikanische (also importierte) oder eine eher alte indianische (also autochthone) Herkunft zu postulieren.

## Heutige Situation
Die Garifuna gelten als eine Ethnie, die durch Kolonialismus und Welthandel entstand. Sie wurden außerdem als transnational beschrieben.
Die über 100.000 Garifuna leben heute in Belize, wo sie bis zu 7 % der Bevölkerung ausmachen, in Guatemala, Honduras und Nicaragua mehrheitlich als Fischer an der Küste sowie als Arbeiter im Bananenanbau. Zahlreiche Garifuna (Garinagu) leben außerdem als Einwanderer in den USA, hauptsächlich in der Stadt New York.
Die Garifuna sprechen heute Igñeri sowie, je nach Wohnsitz, Englisch oder Spanisch.
In Belize wird die Ankunft der Garifuna im November jeden Jahres mit dem Garifuna Settlement Day gefeiert. Sprache, Tanz und Musik der Garifuna wurden von der UNESCO 2001 als Meisterwerk des mündlichen und immateriellen Erbes der Menschheit anerkannt und 2008 in die Repräsentative Liste des immateriellen Kulturerbes der Menschheit aufgenommen. Seit 1970er Jahren wird die Kultur der Garifuna in Honduras immer mehr touristisch vermarktet. Es gibt Bemühungen, die Kultur der Garifuna sichtbarer zu machen, auch im Schulbereich.
Um die Repräsentation (auch) der Interessen der Garifuna bemühen sich laut Garifuna.com besonders folgende Organisationen:
- ODECO (Organización de Desarrollo Étnico Comunitario)
- OFRANEH (Organización Fraternal Negra Hondureña)
- ONECA (Organización Negra Centroamericana/Central American Black Organization)

## Forschungsgeschichte
Erste genetische Untersuchungen wurden 1961 durch Lester Firschein publiziert. Weitere Studien wurden durch M. Crawford durchgeführt.